# 村野友希
村野 友希（むらの ゆうき、1989年10月13日 - ）は、東京都出身のSwitch☆58に所属している子役・俳優である。身長176cm、血液型はA型。特技はドラム。

## TV
- WOWOWドラマ「4 TEEN」不良少年有野役
- フジテレビ「貫太ですッ!」
- NHK「茂七の事件簿3 ふしぎ草紙」5話 市太郎少年時代役
- フジテレビ「ウエディングプランナー SWEETデリバリー」8話 麻生英司役
- フジテレビ「スタアの恋」8話 次屋進役
- TBS「ウルトラマンコスモス」7話 ヒロ役
- TBS「池袋ウエストゲートパーク」9・10話 シンジ役

## CM
- 三菱自動車（インターネットバナー広告）
- 任天堂「マリオパーティ4」
- TECMO「モンスターファームアドバンス」（PS2用ゲームソフト）
- NTT東日本
- タカラ「ベイブレード」

## 映画
- 「誰も知らない」横山正之役
- 「カクト」

## その他
- 「アイツー〜自分の中のアタシ…アタシの中の自分…」ホド役（舞台）

| スタブアイコン | サブスタブ | この項目は、まだ閲覧者の調べものの参照としては役立たない、俳優（男優・女優）に関連した書きかけの項目です。この項目を加筆・訂正などしてくださる協力者を求めています（P:映画/PJ芸能人）。 |